# Chaffee County
Chaffee County je okres ve státě Colorado v USA. K roku 2000 zde žilo 16 242 obyvatel. Správním městem okresu je Salida. Celková rozloha okresu činí 2 629 km². Byl pojmenován podle politika Jerome B. Chaffeeho.